# (300135) 2006 VX54
(300135) 2006 VX54 es un asteroide perteneciente al cinturón de asteroides descubierto el 11 de noviembre de 2006 por el equipo del Spacewatch desde el Observatorio Nacional de Kitt Peak, Arizona, Estados Unidos.

## Designación y nombre
Designado provisionalmente como 2006 VX54.

## Características orbitales
2006 VX54 está situado a una distancia media del Sol de 3,027 ua, pudiendo alejarse hasta 3,466 ua y acercarse hasta 2,588 ua. Su excentricidad es 0,145 y la inclinación orbital 1,842 grados. Emplea 1923,98 días en completar una órbita alrededor del Sol.

## Características físicas
La magnitud absoluta de 2006 VX54 es 16,5. 